# 拜尔恩格里斯
拜尔恩格里斯是德国巴伐利亚州的一个市镇。总面积100.04平方公里，总人口8783人，其中男性4471人，女性4312人（2011年12月31日），人口密度88人/平方公里。